# Woodlawn Mine
Woodlawn Mine är en soptipp och före detta gruva i Tarago i kommunen Goulburn Mulwaree i New South Wales i Australien. Den ligger omkring 200 kilometer sydväst om delstatshuvudstaden Sydney. Gruvan var i drift åren 1978–1998. Malm från gruvan fraktades med tåg från ett sidospår i Tarago. Gruvan har sedan dess återanvänts som en soptipp och kan motta 400 000 ton avfall om året.